# دهستان تلخاب (فراهان)
دهستان تلخاب یکی از دهستان‌های استان مرکزی است که در بخش خنجین شهرستان فراهان قراردارد.
روستاهای تابع آن عبارتند از: چاقر، تلخاب، ضیاآباد، ونک، آرزومند، شیرین‌آباد، تلخاب، عباس‌آباد، امیرآباد، هفته خانک، زنجیران